# Distrito electoral de St. Libory (condado de Howard, Nebraska)
St. Libory (en inglés: St. Libory Precinct) es un distrito electoral ubicado en el condado de Howard en el estado estadounidense de Nebraska. En el Censo de 2010 tenía una población de 723 habitantes y una densidad poblacional de 5,75 personas por km².

## Geografía
St. Libory se encuentra ubicado en las coordenadas 41°5′24″N 98°21′51″O / 41.09000, -98.36417. Según la Oficina del Censo de los Estados Unidos, St. Libory tiene una superficie total de 125.81 km², de la cual 125.81 km² corresponden a tierra firme y (0%) 0 km² es agua.

## Demografía
Según el censo de 2010, había 723 personas residiendo en St. Libory. La densidad de población era de 5,75 hab./km². De los 723 habitantes, St. Libory estaba compuesto por el 98.06% blancos, el 0.14% eran afroamericanos, el 0.55% eran amerindios, el 0% eran asiáticos, el 0% eran isleños del Pacífico, el 0.14% eran de otras razas y el 1.11% pertenecían a dos o más razas. Del total de la población el 1.52% eran hispanos o latinos de cualquier raza.